# Мосты Казани
Мосты Казани — мостовые переходы, путепроводы и транспортные эстакады в Казани. Разобранные, строящиеся и планируемые объекты выделены в перечне курсивом.
57 объектов (включая 39 мостов) подконтрольны МУП «Городские мосты».

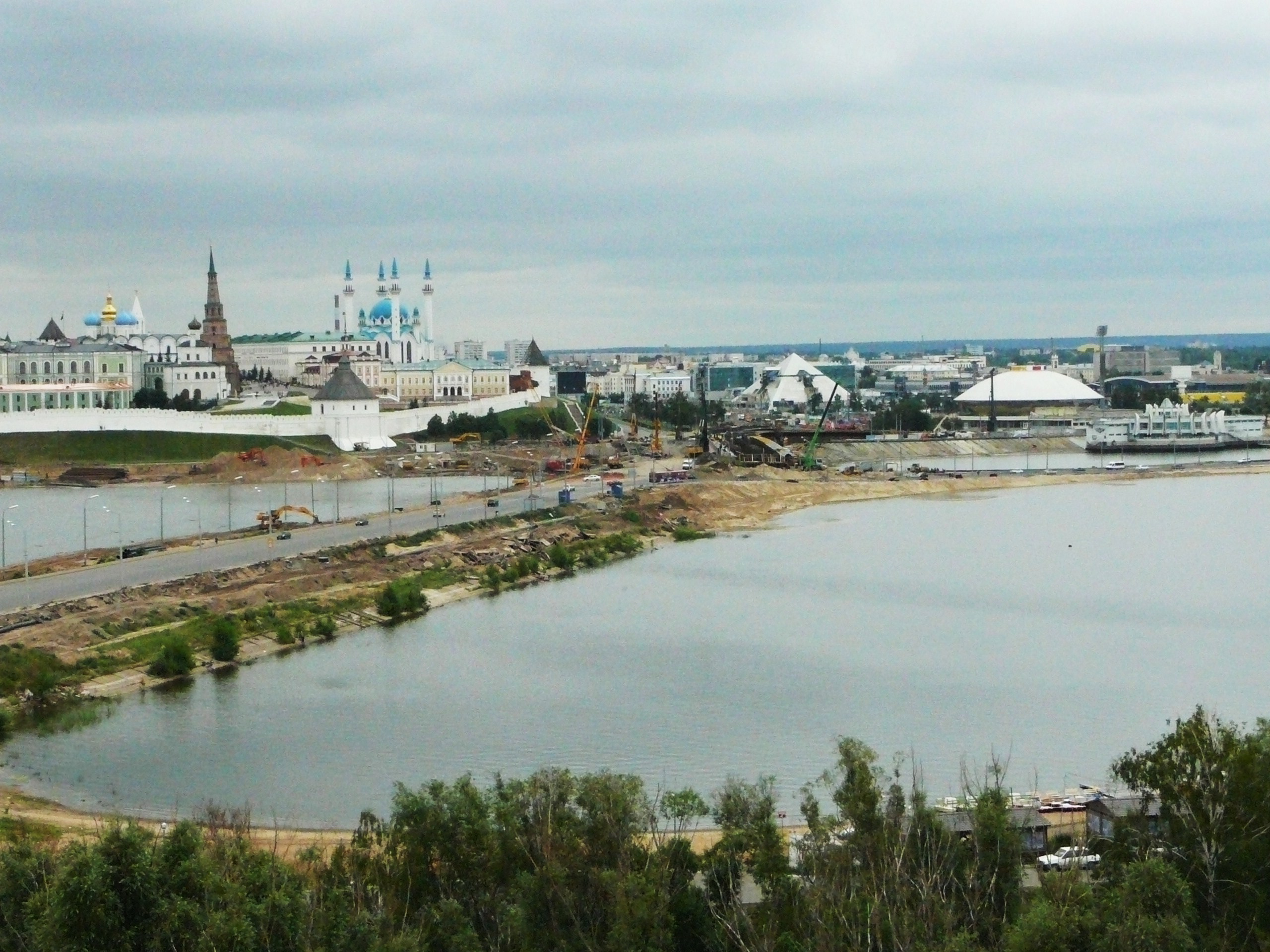
Кремлёвская транспортная дамба — одна из важнейших транспортных артерий Казани. В настоящее время осуществляется её реконструкция: расширение проезжей части и строительство новых мостов.

## Мостовой переход черезВолгу
- Займищенский (Морквашинский) мост — автодорожный мостовой переход между посёлком Займище и селом Набережные Моркваши. Построен в 1981—1989 годах Мостостроем № 3[2]. По нему проходит граница городского округа Казань с Зеленодольским и Верхнеуслонским районами Татарстана. 55°47′12″ с. ш. 48°50′26″ в. д.HGЯO

## Мостовые переходы черезКазанку

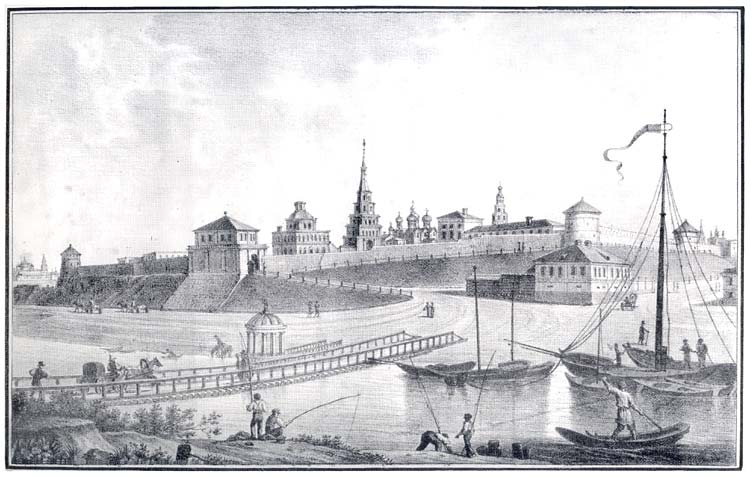
Сезонный «плавучий» мост у Казанского кремля в 1830-е.

Издавна через Казанку устраивались наплавные (плавучие) мосты, а также дамбы, в виду резкого сезонного колебания уровня Волги и Казанки. Большинство современных мостовых переходов фактически устроено на Куйбышевском водохранилище, наполненном в 1951—1957 годах, и существенно изменившем русло Казанки.

### Мосты от верховья до нового устья Казанки
- Автодорожный мост Казанской объездной дороги

- Железнодорожный мост Северного внутригородского железнодорожного хода (перегон между остановочной платформой «797 км» и станцией «Дербышки»). По мосту проходят границы Ново-Савиновского, Авиастроительного и Советского районов Казани.

- «Троицкий мост» — обрушившийся мост у Троицкого леса.

- «Нижний (Низководный) мост» — резервный мост-дублёр Третьей транспортной дамбы, расположенный немногим севернее неё, ближе к Казанской государственной академии ветеринарной медицины им. Н. Э. Баумана, поэтому встречается именование «Академический мост».

- Третья транспортная дамба — пущена в эксплуатацию в 1976 году[3]. Иногда именуется «Советской дамбой», так как соединяет Советский район Казани с Ново-Савиновским.
  - «Ямашевский (Компрессорный) мост» — соединяет проспект Хусаина Ямашева и улицу Академика Арбузова. Более известен как «мост у Компрессорного», по расположенному рядом Казанькомпрессормашу. Возведён в 1977 году, а в 1994 году признан аварийным из-за коррозии рабочей арматуры. Вновь сдан в эксплуатацию в 2000 году[4].

- Савиновский метромост — проектируемый метромост для Савиновской линии Казанского метрополитена.

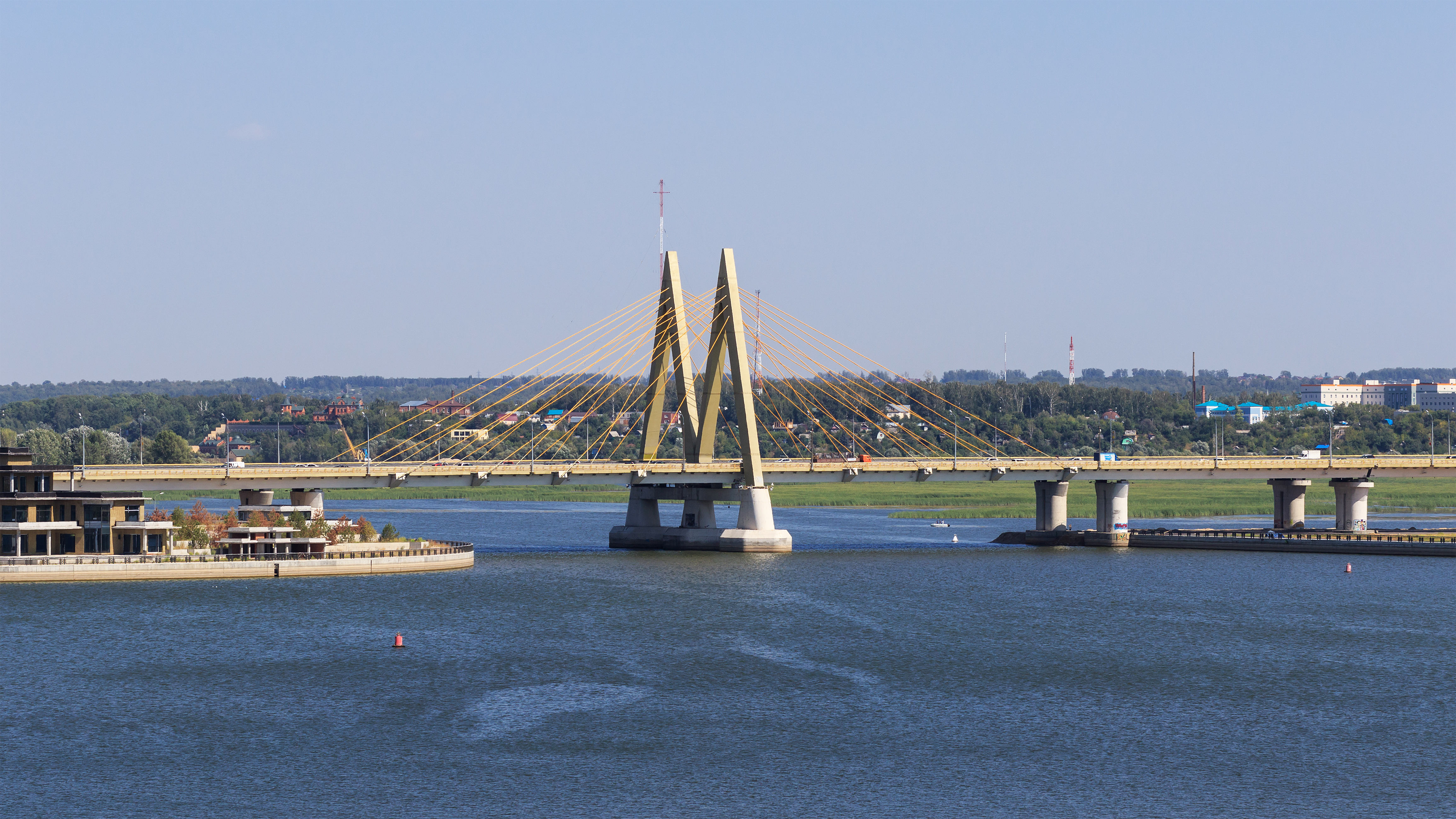
Мост «Миллениум».

- Мост «Миллениум» — высокопропускной вантовый мост, спроектированный ОАО «Гипротрансмост». Некоторое время употреблялось также обозначение «Четвёртая транспортная дамба»[5]. Представляет собой два самостоятельных моста с односторонним движением, объединённых 45-метровым пилоном в виде буквы «М» в единую конструкцию[6]. Первая очередь (половина) моста сдана через полтора года после постройки и открыта 29 июля 2005 года к празднованию Тысячелетия города, вторая очередь открыта 30 августа 2007 года[7]. Длина моста с дорожными переходами составляет 1524 м. Общая стоимость строительства составила 3,39 млрд руб. Финансирование осуществлялось за счёт федеральных и республиканских средств[7].

- Наплавной (Понтонный) мост — понтонный наплавной мост, соединявший улицы Фатыха Амирхана и Толстого. Аппарели (береговой сход) моста регулировались под колебания уровня Куйбышевского водохранилища[8]. Наведён в 1999 году, и разобран в августе 2010 года[9].

- «Коровий мост» — мостик через Казанку у улицы Толстого (бывшей Институтской) в Подлужной слободе. Существовал до 1950-х годов.

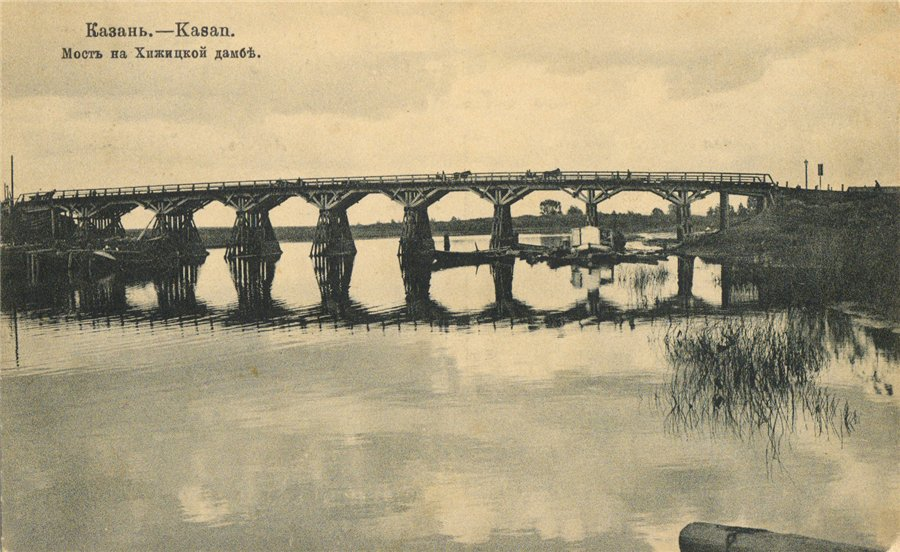
Кизический (Хижицкий) мост в начале XX века.

- Кремлёвская (Ленинская) транспортная дамба — построена в 1890-е годы как Кизическая (Хижицкая) дамба. Стоимость строительства составила 53 тыс. рублей (43 тыс. рублей выделило правительство, 10 тыс. рублей — город)[10]. Реконструировалась в 1915 году, существенно обновлена в 1926 году, перестроена в 1950-х годах. С 1927 года именовалась Ленинской дамбой[10]. В 1990-е годы переименована в Кремлёвскую транспортную дамбу.
  - Кизический (Хижицкий) мост — построен с Кизической (Хижицкой) дамбой в 1890-е годы. Реконструирован в 1926 году. Разобран в связи с наполнением Куйбышевского водохранилища, обусловившего строительство новой Ленинской дамбы и нового Ленинского моста.
  - Кремлёвский (Ленинский) мост — построен в 1950-е годы по проекту А. Гавриленко, эксплуатируется с 1957 года. Железобетонный трёхпролётный Кремлёвский транспортный мост имел длину 142 м, а ширину около 25 м (ширина проезжей части 19,6 м). На сооружение моста ушло 2450 кубометров бетона и 750 тонн металлической арматуры[10]. Ещё в ходе строительства началась просадка левобережного устоя моста, а в 1984 году мост признали аварийным, после чего потребовалось укрепить основания опор[4]. Разбирается с июля 2012 года в связи со строительством новой транспортной развязки. Окончание демонтажных работ запланировано на 2013 год.
  - Временная объездная дамба — обустроена в мае-июне 2012 года для объезда стройки новой транспортной развязки у Казанского кремля. Общая длина — 800 м, из них 30 м — длина временного моста. Открыта 27 июня 2012 года[11]. Демонтирован.
  - «Новая кремлёвская развязка» —  многоуровневая транспортная развязка, соединяющая несколькими мостами (общей шириной около 46 м) транспортную дамбу с Кремлёвской набережной, улицами Батурина и Баумана. Строительство развязки вместе с реконструкцией дамбы оценено в 2,713 млрд рублей[12].

- Кировская транспортная дамба — дамба с автомобильной дорогой, трамвайными и железнодорожными путями между улицей Несмелова и Кремлёвской набережной. По ней проходит улица Саид-Галеева. В 1950-х годах из Старой дамбы и Железнодорожной дамбы была реконструирована новая — Кировская дамба. Если прежние дамбы располагались по левобережью Казанки, то в 1957 году, с перекрытием прежнего русла Казанки и заполнением Куйбышевского водохранилища, воды Волги и Казанки подошли вплотную к сооружённой дамбе, и единственный оставленный проход под её мостами фактически стал новым устьем Казанки. В 1990-е годы Кировская дамба была переименована в Адмиралтейскую транспортную дамбу. В мае 2008 года она была частично реконструирована[13]. Протяжённость дамбы около 1300 м, ширина проезжей части вместе с трамвайными путями — 21 м.
  - «Старая дамба» — построена в 1843 году для соединения Адмиралтейской слободы с городом (Мокрой слободой). Поначалу имела несколько мостов над небольшими протоками, крупнейшей из которых была Ичка — второй рукав Казанки[14]. В конце XIX века по ней пущена конно-железная дорога, впоследствии преобразованная в трамвай.
  - «Железнодорожная дамба» — насыпь с мостами, по которой была проложены железнодорожные пути, построенной в 1893 году Московско-Казанской железной дороги. Располагалась чуть южнее Старой дамбы и вела к городскому вокзалу в Ямской слободе.
  - Железнодорожный мост
  - Автодорожный мост
  - Мостик к острову с Храмом-памятником воинам, павшим при взятии Казани в 1552 году

- «Новая Адмиралтейская дамба» — проектируемый мостовой переход от Адмиралтейской слободы к Портовой дамбе, который частично пройдёт по существовавшей в первой половине XX века Новой дамбе. Рабочее название гидротехнического сооружения — «Транспортная Адмиралтейская дамба». Его проект разработал институт Татинвестгражданпроект[15]. Планы строительства были официально представлены 6 апреля 2012 года[16]. Согласно им к Новой Адмиралтейской дамбе планируется подвести дорогу от федеральной трассы М7 (то есть от Займищенского моста) по линии населённых пунктов Лагерная, Аракчино, Юдино, Куземетьево[17], всего на Новой Волжской и Новой Адмиралтейской дамбах предусмотрено 9 мостов[16]. Дамба, перекрывая акваторию Куйбышевского водохранилища, не пересечёт русло Волги, а расположится над старым рукавом Казанки. Поскольку запланированный на дамбе проход будет устроен в виде системы переливных шлюзов[15][16][17], регулирующих уровень Казанки (53 м — предполагаемый постоянный уровень Казанки в черте города, 49 м — расчётный уровень водохранилища на Волге[18]), то его можно рассматривать как новое устье Казанки.
  - Новая дамба — дамба с шоссейной и железной дорогой от Ямской слободы до волжских пристаней (Дальнего Устья) у Казанки. С конца 1950-х годов частично затоплена Куйбышевским водохранилищем, образуя несколько островков (самый крупный — Вороний Куст) и протяжённый мыс полуострова пляжа «Локомотив». В 2012 году здесь начат намыв грунта[19].

### Мосты на старом русле Казанки
- Ягодинский мост — мост, соединявший Адмиралтейскую и Ягодную слободы (тогдашние улицы Кузнецкую и Кокуй) до постройки «Горбатого моста». Несмотря на то, что Заречье на рубеже XIX и XX веков было густонаселённой окраиной Казани, в этот период оно соединялось с городом только временным мостом, разбираемым на все время весеннего половодья. Лишь в середине 1920-х годов был разработан проект железобетонного моста[3].

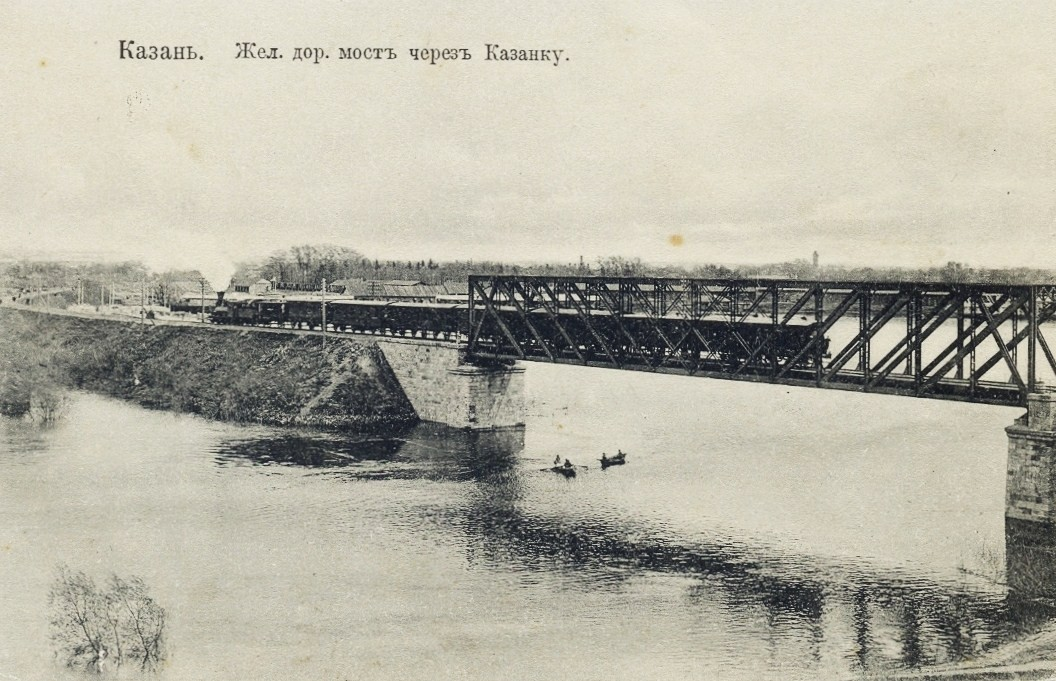
Железнодорожный мост через Казанку в конце XIX — начале XX веков.

- «Горбатый мост» — железобетонный мост длиной 65 м и шириной 11,5 м, соединяющий улицу Иовлева (бывшую улицу Серп и Молот) и Табейкина (до 1930 года — улица Кокуй). Первое построенное основание моста обвалилось в сентябре 1928 года, но к концу 1929 года мост был закончен. Сдача моста была отложена из-за аварии — 17 января 1930 года из-за сквозной трещины на левобережной эстакаде, лопаются 4 железобетонных стойки. Тем не менее с 4 апреля открывается «конное», а с 5 апреля — автомобильное движение, к 28 июня укладывают «рельсы под трамвай»[20]. Маршрут трамвая № 5 пролегал по мосту до 1937 года[21]. В 1960-х вследствие признания моста аварийным по нему прекратилось движение прочего транспорта, в 2009 году было принято решение закрыть и пешеходный путь[22][23]. В октябре 2011 года Президент Татарстана поручил рассмотреть возможность ремонта моста и возобновления пешеходного движения по нему[24].

- Зилантовский мост — железнодорожный мост через Казанку у Зилантова монастыря был построен для Московско-Казанской железной дороги в 1893 году. 23 января 1894 года было проведено испытание моста с открытием движения рабочих и служебных проездов, но тогда мост осел из-за трещины в одной из опор. Вскоре мост починили, а линия «Зелёный Дол — Казань» была принята правительственной комиссией и сдана в эксплуатацию 3—4 июня 1894 года[25]. В 1960-х годах старое русло Казанки в этом месте было засыпано.

- Игумновский (Петрушкинский) мост — наводимый, а впоследствии постоянный, мост на Московском тракте между Петрушкиным разъездом Адмиралтейской слободы (Кызыл-Армейской слободы) и слободами Большое Игумново (Рабочей слободой) и Малое Игумново (Красной слободой).

## Мосты черезБулак
Ранее на протоке-канале Булак были устроены два шлюза («вешняки»), один — на устье, другой — в его середине. Впоследствии через Булак были перекинуты мосты, некоторые из которых первоначально были подъёмными (последним подъёмным был Жарковский мост). В середине XIX века на Булаке стояло семь мостов. Мосты тогда были деревянными, они нередко разрушались ледоходами, половодьем, интенсивной эксплуатацией, пожарами, но восстанавливались и ремонтировались.
В 1907 году был построен первый каменный мост на Булаке (Лебедевский мост). В 1926 году наводнение разом уничтожило все деревянные мосты. В 1940—1950 годы, во время работ по благоустройству Булака, вместо старых деревянных было построено 5 новых железобетонных мостов по проектам У. Алпарова и Е. Брудного. Они обычно именовались по порядковому номеру, начиная от Кабана (Первый мост, Второй мост и так далее). В связи со строительством комплекса защитных дамб, выход Булака к Казанке в середине XX века был окончательно закрыт.
К празднованию Тысячелетия Казани в 2005 году существующие мосты были отреставрированы. Под предлогом возвращения исторических именований их названия тогда были изменены, у мостов установлены соответствующие таблички-указатели. Позднее некоторые таблички исправили.

### Мосты от Кабана до Казанки
- Булачный мост — ранее назывался Татарским мостом, Евангелистским мостом, также искажённо именуется «Булочным мостом» — расположен между Ближним Кабаном и Булаком, соединяет улицы Татарстан (бывшую Евангелистовскую) и Пушкина (бывшую Куйбышева, Рыбнорядскую). Был расширен: в начале XX века, при устройстве дополнительных трамвайных путей; в 1980-х годах, в связи со строительством ТГАТ им. Г. Камала и площадки перед ним. После последнего расширения фактически объединён с плотиной, разделявшей Кабан и Булак[26]. Эта плотина имела свой пешеходный переход, с 1904 года её регулярно разбирали зимой и восстанавливали после разлива Кабана и Булака (с её помощью регулировался уровень воды в Кабане для предотвращения её сильного оттока летом в Казанку)[29].

- Батуринский мост — ранее именовался Сенным мостом — соединяет улицы Парижской Коммуны (бывшую Сенную) и Университетскую.

- Дегтяревский мост — также известен как Дегтяринский мост — соединяет улицы Галиаскара Камала (бывшую Поперечно-Тихвинскую) и Астрономическую (бывшую Поперечно-Воскресенскую).

- Романовский мост — назывался раньше Варламовским мостом — соединяет улицы Кави Наджми (бывшую Поперечно-Воскресенскую) и Мартына Межлаука (бывшую Большую Варламовскую).

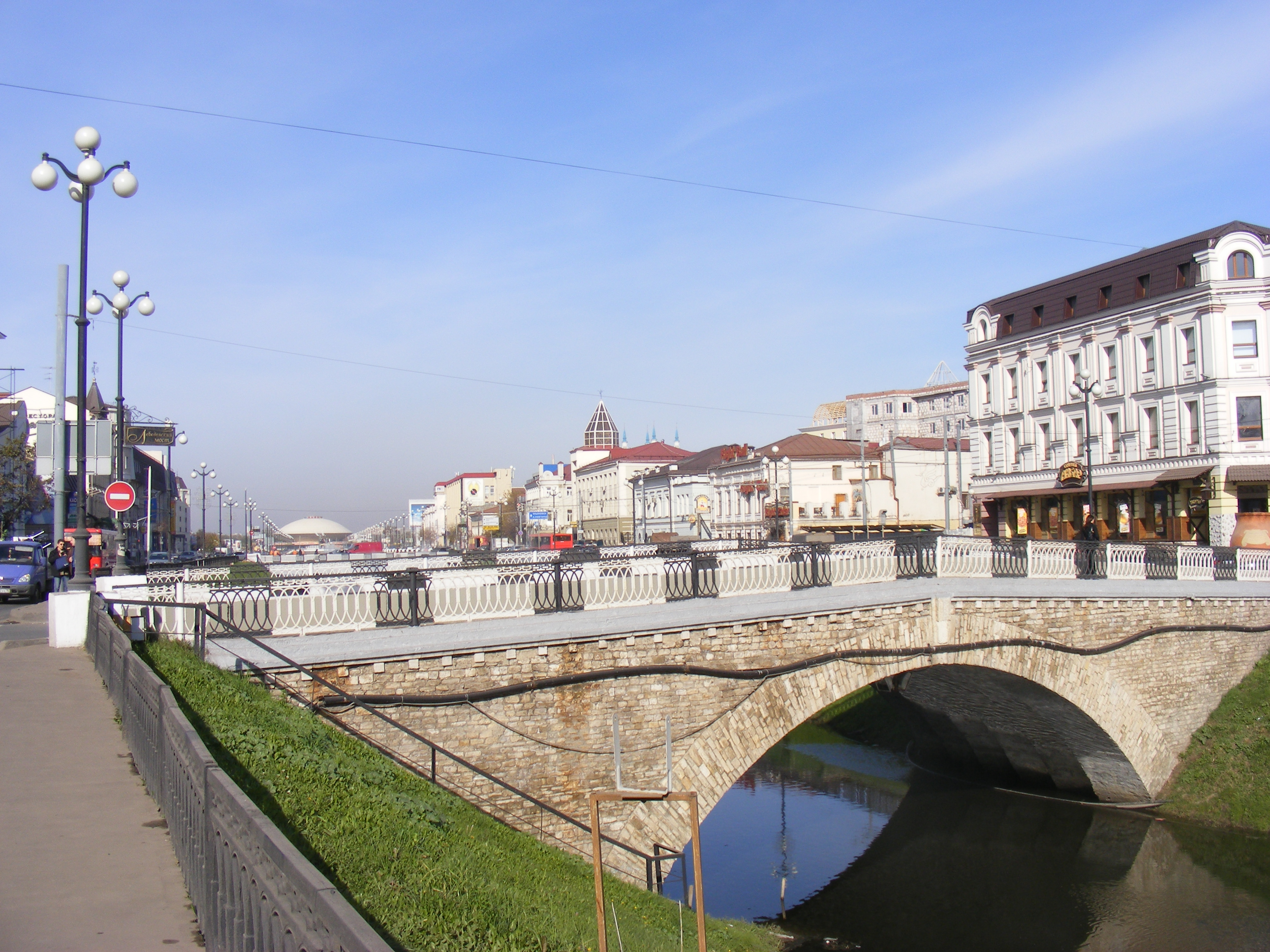
Лебедевский горбатый мост.

- Лебедевский мост — известен также как «Горбатый мост», «Мост слёз»[30] — соединяет улицы Тази Гиззата (бывшую Посадскую) и Мусы Джалиля (бывшую Петропавловскую). Заложен в 1901 году, при городском голове (1899—1903), Почётном мировом судье Казанской губернии, Председателе попечительского комитета о бедных, Почётном попечителе Казанского реального училища — А. А. Лебедеве. Однако из-за нехватки бюджетных средств достроен он был только в 1907 году, причём за личный счёт бывшего главы[31][30].

- Ложкинский мост — ранее носил название Кузнечного моста, Гостинодворского моста, Владимирского моста — соединяет отрезки улицы Чернышевского (бывшей Гостинодворской). В начале XX века по деревянному мосту проходил трамвайный маршрут. В 1958 году мост сменён железобетонным[21].

- Жарковский мост — известен также как «Кремлёвский мост» — построенный на средства купца И. С. Жаркова в 1800 году мост, сгорел в 1815 году[32]. Позднее здесь функционировал деревянный мост. После обустройства устьинской части Булака в подземный коллектор это место заняла Ярмарочная площадь (ныне Площадь Тысячелетия). Тем не менее, здесь установлена табличка с обозначением «Жарковский мост»[28].

## Мосты черезКабан
Мосты, пересекающие Ботаническую протоку, иногда ошибочно именуемую Средним Кабаном, соединяющую озёра Нижний Кабан (Ближний Кабан) и Средний Кабан (Дальний Кабан):
- Мост Крестовниковых — автодорожный мост, по которому проходит улица Эсперанто.
- Мост между Технической улицей и улицей Хади Такташа
- Железнодорожный мост — в одном из первых планов Южного железнодорожного хода, составленном А. К. Зуземилем, именовался также «мост через пролив между озёрами Кабанами»[33].

Прочие:
- Мост между улицами Воскресенской и Мостовой — проходит над устьем протоки, впадающей в Средний Кабан.
- Мост к трибунам Гребного канала — автодорожный мост, расположенный над обводным каналом озера Средний Кабан, прорытым возле комплекса Центра гребных видов спорта. Открыт летом 2011 года.

## Мосты черезНоксу
- Старый мост Мамадышского тракта — автодорожный мост шириной 7 метров демонтирован в 2009 году[34].

- Новый мост Мамадышского тракта — сдвоенный автодорожный мост построен в 2007—2008 годах, открыт в 2009 году. Длина мостов — 60 м, ширина — по 12,5 м[35][34]. 55°47′48″ с. ш. 49°14′22″ в. д.HGЯO
- Мост на Сибирском тракте — автодорожный мост на отрезке Сибирского тракта между перекрёстками с улицей Журналистов Яснополянским переулком 55°50′12″ с. ш. 49°11′45″ в. д.HGЯO
- Железобетонный мост неизвестного назначения недалеко от моста на Сибирском тракте, расположен между трамвайным депо № 1 и действующим автомобильным салоном. К мосту ведут пешеходные тропы, в 2010 году по мосту был проложен трубопровод 55°50′09″ с. ш. 49°11′50″ в. д.HGЯO
- Мост в посёлке Царицыно. Находится на Каспийской улице в непосредственной близости от Казанско-Богородицкой церкви 55°48′46″ с. ш. 49°12′25″ в. д.HGЯO

## Мосты через Гривку
- Шоссейный мост — автодорожный мост по улице Шоссейной.
- Мостик возле Парка аттракционов «Кырлай» — металлический пешеходный мостик, установленный над протокой Гривка. Длина — около 15 м.

## Железнодорожныепутепроводы
После прокладки железной дороги в Казань (в 1894 году), встал вопрос о продолжении её далее. 10 февраля 1910 года председатель правления Общества Московско-Казанской железной дороги сообщил казанскому городскому голове С. А. Бекетову о возбуждении обществом ходатайства о предоставлении концессии на сооружение дороги «Казань — Екатеринбург». Существовало два варианта прохождения путей в черте города: «северный» — с мостом через Казанку, и «южный» — без мостов через Казанку.
Постройка так называемого Южного подхода (дороги от железнодорожного вокзала через Новую Татарскую слободу и Аметьево) началась в 1916 году, но создание насыпей и мостов в городе, прокладка по ним путей, были прерваны революцией. В начале Гражданской войны, в 1918 году был сооружён Северный ход (от Юдино (Красной Горки) к Дербышкам). Окончательное обустройство путей Северного хода и дороги на Екатеринбург было осуществлено Запасной армией в соответствии с постановлением Совета обороны от 23 января 1920 года «Об использовании Запасной армии для улучшения работы Московско-Казанской железной дороги». Недостатком северного варианта стал лишний обратный пробег пассажирских поездов «Москва — Свердловск» от вокзала до Юдино. В 1927—1928 годах был достроен Южный подход.
В 1972 году была проложена дополнительная ветка от Южного хода (от станции Вахитово) в Промышленный парк и далее на юг в Лаишевский район. Позднее ветка была продлена к аэропорту «Казань». Всего на ней располагалось 5 железнодорожных переездов, 1 пешеходный мост, 4 железнодорожных моста, 1 путепровод, 9 труб. В 2010 году правительствами России и Татарстана, руководством ОАО «Российские железные дороги» и ООО «Аэроэкспресс» было принято решение организовать на основе этой ветки линию интермодальных перевозок казанского аэроэкспресса. Поэтому в 2011—2012 годах здесь обустраивается ряд дополнительных путепроводов и терминалов.

### Путепроводы Южного внутригородского железнодорожного хода
- Путепровод над улицей Клары Цеткин
- Путепровод над улицей Татарстан
- Путепровод над улицей Габдуллы Тукая
- Путепровод над Технической улицей
- Путепровод над улицей Хади Такташа — в одном из первых планов Южного железнодорожного хода, составленном А. К. Зуземилем, именовался также «мост в 5 саженей отверстием к Архангельскому кладбищу»[33].
- Путепровод над Оренбургским трактом — известен также как «железнодорожный мост на Роторной». В одном из первых планов Южного железнодорожного хода, составленном А. К. Зуземилем, именовался как «мост для дороги к кавалерийским казармам на кривой в 3 пролёта, он же мост для пропуска Оренбургского шоссе с обсыпными устоями с береговыми быками»[33]. Начал строиться в 1916 году.
- Путепровод у Подаметьевской улицы — возведён в мае-июне 2012 года в ходе строительства новой транспортной развязки[37].
- Путепровод под улицей Достоевского
- Путепровод под улицей Николая Ершова
- Путеперовод на Сибирском тракте

### Путепроводы планируемой линии аэроэкспресса
- Путепровод над Тихорецкой улицей — в стадии оформления документации[38].
- Путепровод над подъездной дорогой к селу Столбище — строительство начато в июле 2012 года[39][38]. Стоимость — 500 млн рублей.
- Надземная эстакада на подступах к аэропорту — стоится с 2011 года, будет иметь павильон на 200 пассажиров и пешеходную галерею с траволатором[36].

## Автодорожные многоуровневыетранспортные развязкииэстакады

### РазвязкиКазанской объездной дороги
От Займищенского моста до Мамадышского тракта:
- Развязка на пересечении Казанской объездной дороги с Займищенской улицей — по развязке проходит граница между городским округом Казань и Зеленодольским районом Татарстана.
- Развязка на пересечении Казанской объездной дороги с Привокзальной улицей — по развязке проходит граница между городским округом Казань и Зеленодольским районом Татарстана
- Развязка на пересечении Залесной улицы с Казанской объездной дорогой — по развязке проходит граница между городским округом Казань и Зеленодольским районом Татарстана.
- Развязка на пересечении Казанской объздной дороги с дорогой близ посёлка «Озёрный»
- Развязка на пересечении Казанской объездной дороги с дорогой близ садовых обществ «Крутушка» — по развязке проходит граница между городским округом Казань и Высокогорским районом Татарстана.
- Развязка на пересечении Казанской объездной дороги с улицей Азина — по развязке проходит граница между городским округом Казань и Высокогорским районом Татарстана.
- Развязка на пересечении Мамадышского тракта с Казанской объездной дорогой — по развязке проходит граница городского округа Казань с Пестречинским районом Татарстана.

### Внутригородские развязки
Большая часть современных транспортных развязок строится в соответствии с «Программой развития улично-дорожной сети и системы городского пассажирского транспорта города Казани на период до 2013 года с прогнозом до 2020 года», разработанной в 2009 году для обеспечения транспортной инфраструктуры XXVII Всемирной летней Универсиады, проводимой в городе в 2013 году.
- Эстакада на пересечении Оренбургского тракта и проспекта Победы
- Эстакада на пересечении проспекта Победы с Аграрной улицей и Мамадышским трактом
- Эстакада на пересечении Сибирского тракта с улицей Академика Арбузова
- Эстакада при повороте с Оренбургского тракта на аэропорт «Казань» — у развязки проходит граница городского округа Казань с Лаишевским районом Татарстана.

Сооружённые в 1970-е годы:
- Эстакада на Гвардейской улице над железнодорожными путями
- Эстакада на пересечении проспекта Хусаина Ямашева с улицей Галимжана Ибрагимова — сооружена в 1977 году. По эстакаде проходит граница Московского и Ново-Савиновского районов Казани.

Сооружённые в 2000-е годы:
- Развязка на пересечении улиц Николая Ершова и Вишневского

- Эстакада на пересечении Чистопольской улицы и проспекта Хусаина Ямашева — частично начата в 1980-х годах, сдана в эксплуатацию в 2005 году.

- Развязка на пересечения улицы Декабристов с проспектом Хусаина Ямашева и Ленской улицей — построена в 2009—2010 годах. Полностью открыта в 2011 году[42].

- Эстакада на пересечении проспекта Фатыха Амирхана с проспектом Хусаина Ямашева — построена в 2008—2010 годах. Введена в эксплуатацию в 2011 году, неофициально — в декабре 2010 года[42][43]. Общая длина путепровода составляет 550 м, ширина — 21 м[44].

Сооружённые в 2010-е годы:
- Развязка на пересечении улицы Академика Сахарова и проспекта Альберта Камалеева с проспектом Победы — развязка над проспектом Победы построенная в 2010—2012 годах. Сметная стоимость — 1 млрд 67 млн рублей[45].
  - Главная эстакада — открыта в сентябре 2011 года. Длина путепровода почти 400 м, ширина — 22 м.
  - Левоповоротные Северная вспомогательная эстакада и Южная вспомогательная эстакада — устроены над проспектом Победы. Открыты в конце 2011 — начале 2012 годов[46].

- Развязка на пересечении улицы Рихарда Зорге с проспектом Победы — построена в 2010—2012 годах.
  - Главная эстакада — длина путепровода составляет 60 м (без рамп), ширина — 33 м[47].
  - Левоповоротные Северная вспомогательная эстакада и Южная вспомогательная эстакада устроены над проспектом Победы: длина первой — 208 м, второй — 281 м, при ширине обеих — 14,28 м[48].

- Эстакада на пересечении Чистопольской улицы и проспекта Фатыха Амирхана.

- Эстакада длиной 236 м на пересечении Оренбургского тракта и Фермского шоссе — построена в 2011—2012 годах.

- Развязка на Танковом кольце — построена в 2011—2013 годах.

- Развязка на пересечении улиц Тихомирнова и Эсперанто — построена в 2011—2013 годах (длина путепровода 193 метра[49]).

- Развязка «Аметьево» (на пересечении проспекта Универсиады, улицы Даурской и Аметьевскую магистрали) — построена в 2011—2013 годах. В ходе строительства также возведён путепровод Южного железнодорожного хода на третьем уровне.

## Пешеходные путепроводы

### Над железнодорожными путями
- Переход возле станции Займище
- Мост между улицами Молодогвардейской и Привокзальной возле станции Юдино — один из самых крупных пешеходных путепроводов Казани. Длина — около 270 м.
- Переход возле станции Восточный парк Юдино
- Северный (Туристский) переход между железнодорожным вокзалом и Портовой дамбой
- Южный (Деповский) переход между железнодорожным вокзалом и Портовой дамбой

- Мост у Станционной улицы — возле станции Дербышки.
- Мост между улицами Шмидта и Красной Позиции — длиной около 40 м.
- Мост между улицами Первой Газонной и Красной Позиции — возле станции Ометьево.

### Над автодорогами
- Пешеходный мост на пересечении улиц Карбышева и Танковой — расположен над Танковой улицей. По нему продолжается улица Карбышева. Длина моста составляет около 70 м.
- Пешеходный мост между улицей Комарова и Межрегиональным клинико-диагностическим центром (МКДЦ) — расположен над Танковой улицей. Длина — около 50 м.

- Переход над улицами Павлюхина и Халева
- Переход над Оренбургским трактом возле Республиканской клинической больницы
- Переход над проспектом Фатыха Амирхана у улицы Академика Лаврентьева

- Переход над улицей Академика Арбузова у Казанской государственной академии ветеринарной медицины
- Переход над улицей Академика Арбузова у Ново-Азинской улицы

- Переход над проспектом Победы у улицы Джаудата Файзи
- Переход над проспектом Победы у улицы Академика Глушко
- Переход над проспектом Победы у улицы Академика Сахарова
- Переход над проспектом Победы у улицы Чишмяле

- Переход над улицей Академика Сахарова у улицы Хайдара Бигичева

- Переход над Оренбургским трактом у Фермского шоссе
- Переход над улицей Баки Урманче

## Прочие мосты, дамбы, плотины и тоннели

### Метромосты

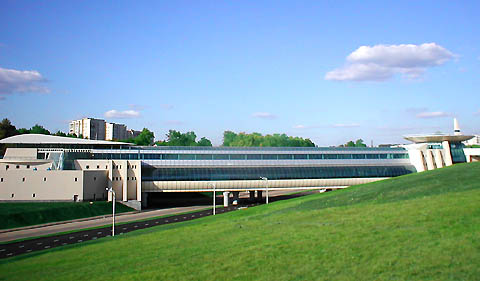
Станция метро «Аметьево».

- Станция метро Аметьево — метромост со станцией Казанского метрополитена, построенный над Аметьевской магистралью.
- Метромост над Даурской улицей — построен для перегона вагонов с Южного железнодорожного хода в депо Казанского метрополитена.

### Разобранные мосты

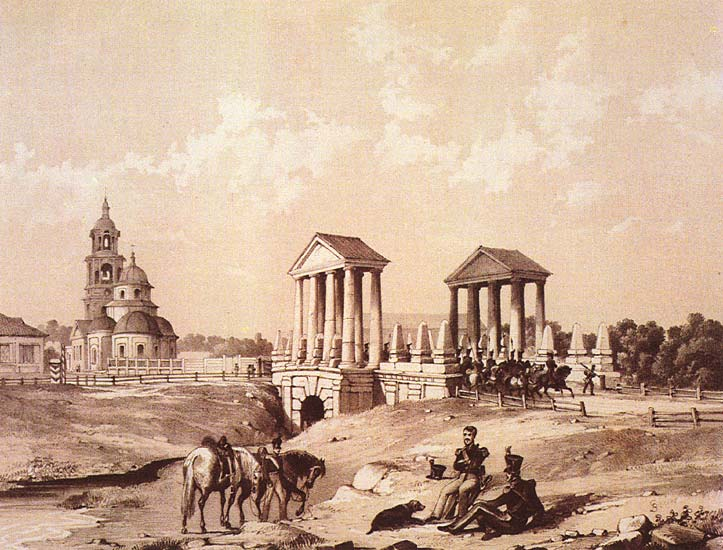
Мост у Сибирской заставы в 1830-е.

- Мост Сибирской заставы — располагался на Арском (Сибирском) тракте (улице Карла Маркса) у военного госпиталя. Мост и пропилеи были сооружены в 1806 году по проекту архитектора Шелковникова. Мост обусловил официальное название Сибирской заставы — «Каменный мост подле кордегардии Сибирского выезда»; долгое время он служил границей, отделявшей город от Арского поля[50].

- Драничный мост — соединял улицы Фрунзе и Фурштатскую (ныне улица Болотникова).

- Смоленский мост — у улиц Чистопольской и Декабристов.

### Дамбы инженерной защиты города
С созданием Куйбышевского водохранилища помимо транспортных дамб потребовалось также построить комплекс инженерной защиты Казани от Большой Волги, поскольку часть города расположена ниже уровня водохранилища. Для сооружения объектов инженерной защиты в 1950-х годах было использовано около 11 млн м³ грунта, 54 тыс. м³ бетона, много гравия, щебня, дёрна и асфальта; около 290 тыс. м² сооружений облицовано камнем и гранитом. Казань стала первым городом страны в котором производились подобные защитные работы. Главным инженером проекта был М. Ирмэс.
В настоящее время объекты инженерной защиты Казани обслуживаются МУП «Водоканал». К ним относятся канал нового русла Казанки протяжённостью 4 км, дренажно-осушительная система длиной до 50 км, 7 насосных станций, а также 10 защитных дамб (плотин) высотой до 12 м и общей протяжённостью до 26 км:
- Верхняя плотина — плотина перекрывающая прежнее русло Казанки ниже «Горбатого моста».
- Нижне-Заречная дамба — расположена вдоль Гривки и Ягодной слободы.
- Верхне-Заречная дамба
- Адмиралтейская Большая дамба
- Нижняя плотина
- Федосеевская дамба — проходит по левобережью Казанки от кремля до Казанского национально-культурного центра (вдоль улицы Федосеевской  до Федосеевского бугра). До её сооружения через русло Казанки в этом месте (напротив расположенной здесь насосной станции и Воскресенской башни кремля) была устроена мост-запруда городской водяной мельницы.
- Кремлёвская дамба — проходит от Адмиралтейской транспортной дамбы к подножью Казанского кремля, пересекая прежнее устье Булака. Самотечный водовод и водосбросный коллектор Волга-Булак расположены в закрытой части протоки Булак.
- Портовая дамба — расположена от Речного порта до Адмиралтейской транспортной дамбы.
- Волжская дамба — проходит по западной окраине города от порта до Малых Отар (Поповки, Кокушкино). Для сооружения дамбы было засыпано озеро Безымянное, располагавшееся вдоль Новой Татарской слободы. Через северную часть озера был перекинут мост, связывавший эту часть города с волжским побережьем.
- Южная дамба — расположена от посёлка Малые Отары до посёлка Борисково и озера Верхний Кабан.